# (8931) Hirokimatsuo
(8931) Hirokimatsuo est un astéroïde de la ceinture principale.

## Description
(8931) Hirokimatsuo est un astéroïde de la ceinture principale. Il fut découvert le 6 janvier 1997 à Ōizumi par Takao Kobayashi. Il présente une orbite caractérisée par un demi-grand axe de 2,36 UA, une excentricité de 0,23 et une inclinaison de 2,2° par rapport à l'écliptique.

## Compléments